# Lisa Evans
Lisa Catherine Evans (født 21. maj 1992) er skotsk fodboldspiller, der spiller midtbane for Arsenal i FA Women's Super League og Skotlands kvindefodboldlandshold. Hun har tidligere spillet for Glasgow City i hjemlandet, tyske Turbine Potsdam og FC Bayern München, hvor hun blev ligavinder i alle tre lande. Hun har siden juni 2017, spillet for engelske Arsenal W.F.C..
Hun fik officielt landsholdsdebut i oktober 2011, mod Wales og deltog senere også ved EM 2017 og VM 2019, efter at Skotland havde vundet deres kvalifikationsgruppe forud for slutrunden. Siden august 2021 har hun spillet på lån for West Ham United F.C. Women.